# Julius Evola
Julius Evola, Giulio Cesare Andrea Evola, född 19 maj 1898 i Rom, död 11 juni 1974 i Rom, var en italiensk reaktionär kulturfilosof och författare som i unga år var en del av dadaismen och som senare kom att förespråka vad som kallats radikal traditionalism.

## Biografi
Julius Evola utvecklades till en anhängare av esoterik och den traditionella skolan inom filosofi.
Före och under andra världskriget underhöll Evola kontakter med vissa personer och institutioner inom de fascistiska och nationalsocialistiska rörelserna och staterna i Europa, såsom Järngardet och Corneliu Codreanu och tyska SS. Han var dock aldrig aktiv inom någon av organisationerna och blev tidvis direkt motarbetad av den fascistiska regimen i hemlandet.
I andra världskrigets slutskede skadades Evola i ett bombangrepp mot Wien och var invalidiserad under återstoden av sitt liv.
Efter kriget skrev han en rad böcker som gavs ut på små förlag och som inspirerade de organiserade fascisterna, inklusive de väpnade och militanta sådana, men han höll själv distansen till det återupprättade Italienska fascistpartiet MSI.
Evolas böcker och artiklar handlar främst om mystik, religion och historia, och är präglade av rasism, aristokratism, antimodernism och en antidemokratisk hållning. Han la stor tonvikt på det kulturella och har varit en av inspirationskällorna till den postrasistiska högerradiklismen och den identitära rörelsen.
Evolas texter fick kritik i italienska medier efter terrorattentatet mot järnvägsstationen i Bologna 1980 med 85 döda, vilket utfördes av italienska fascister från Nuclei Armati Rivoluzionari (NAR). På polisens lista med misstänka politiker och aktivister efter bombdådet fanns Evolas lärjunge Roberto Fiore, som förespråkade den tredje positionen. I polisförhör av attentatsmännen framkom att de var starkt influerade av Evolas idéer.  
Evolas inflytande över europeisk fascism och dess tänkare har också varit fortsatt stort, till exempel hos den ryske filosofen och mystikern Alexander Dugin.

## Författarskap
I boken Gli uomini e le rovine (Bland människorna och ruinerna, 1953) behandlade han frågan om möjligheten att en ny högerradikal motståndsrörelse skulle kunna genomföra de materiella och andliga återuppbyggnaden efter de fascistiska ländernas kollaps under andra världskriget.
I den mest kända boken Cavalcare la tigre (Att rida tigern, 1961) argumenterade han för att moderniteten i form av demokrati, liberalism, konsumism och globalisering o.s.v. bäst bekämpades inifrån. Sammanbrottet för modernismen skulle komma av sig själv och ur ruinerna av detta skulle ett hierarkiskt idealsamhälle kunna skapas.
I Umberto Ecos roman Foucaults pendel (i synnerhet kapitel 20) förekommer Evolas tänkande som en av de strömningar som kritiskt behandlas.